# 拜卡蚓蜥属
拜卡蚓蜥属（学名：Baikia）为蚓蜥科的一个属。

## 下属物种
本属包括以下物种：
- 非洲拜卡蚓蜥 Baikia africana Gray, 1865